# Vim script
 (septembre 2023).
Si vous disposez d'ouvrages ou d'articles de référence ou si vous connaissez des sites web de qualité traitant du thème abordé ici, merci de compléter l'article en donnant les références utiles à sa vérifiabilité et en les liant à la section « Notes et références ».

Logo de l'éditeur de texte Vim

Vim script est le langage de script pour l'éditeur Vim.

## Exemple
```
let
 
i
 
=
 
1

while
 
i
 
<
 
5

  echo 
"le total est"
 
i

  
let
 
i
 
+=
 
1

endwhile

```

Nous pouvons faire un programme de type hello world comme ceci :
```
" Ce programme permet d'afficher "Hello, World !"

echo 
"Hello, World !"

```